# Franz Wiesenauer
Franz Wiesenauer (1803 nebo 27. srpna 1804 Štýrský Hradec – 25. května 1857 Štýrský Hradec) byl rakouský právník, vysokoškolský pedagog a politik německé národnosti ze Štýrska, během revolučního roku 1848 poslanec Říšského sněmu.

## Biografie
Jeho otcem byl Franz de Paula Wiesenauer (1767–1827), který v 1. čtvrtině 19. století zastával post purkmistra Štýrského Hradce. Franz se narodil roku 1803. Vystudoval práva na Univerzitě ve Štýrském Hradci, kde získal titul doktora. Působil pak jako pedagog na Univerzitě ve Štýrském Hradci, kde od roku 1832 do roku 1845 vyučoval římské a kanonické právo a potom soukromé právo. Roku 1849 se uvádí jako Franz Wiesenauer, doktor a profesor ve Štýrském Hradci. V letech 1854–1855 byl rektorem univerzity ve Štýrském Hradci.
Během revolučního roku 1848 se zapojil do veřejného dění. Roku 1848 se stal poslance Štýrského zemského sněmu. Ve volbách roku 1848 byl zvolen i na ústavodárný Říšský sněm. Zastupoval volební obvod Weiz. Tehdy se uváděl coby profesor. Řadil se ke sněmovní pravici.